# Rue Ninau
La rue Ninau  (en occitan : carrièra de Guilhèm Unaut de Lanta) est une voie de Toulouse, chef-lieu de la région Occitanie, dans le Midi de la France. Peuplée majoritairement, à partir du XVIe siècle, par les membres de l'aristocratie toulousaine – parlementaires et capitouls particulièrement –, elle présente une grande unité, car la plupart des façades ont été élevées au cours du XVIIIe siècle. Les immeubles et les hôtels particuliers, parmi lesquels se distinguent particulièrement l'hôtel de Paulo et l'hôtel de Castanier d'Auriac, offrent des façades d'un style classique ou néo-classique très homogène. La rue abrite également un des plus beaux hôtels particulier de la Renaissance toulousaine, l'hôtel d'Ulmo, construit pour un parlementaire original, Jean d'Ulmo.

## Situation et accès

### Description
La rue Ninau est une voie publique. Elle se situe au cœur du quartier Saint-Étienne, dans le secteur 1 - Centre.
Longue de 179 mètres, pratiquement rectiligne et d'orientation sud-est, la rue Ninau naît de la place Saintes-Scarbes. Elle rejoint la place Montoulieu, au croisement de la rue Montoulieu-Saint-Jacques. Elle est prolongée, au-delà, par la rue du Huit-Mai-1945, jusqu'au square Boulingrin.
La chaussée compte une seule voie de circulation automobile en sens unique, de la place Montoulieu vers la place Saintes-Scarbes. Elle appartient à une zone de rencontre et la vitesse y est limitée à 20 km/h. Il n'existe en revanche ni bande, ni de piste cyclable, quoiqu'elle soit à double-sens cyclable.

### Voies rencontrées
La rue Ninau rencontre les voies suivantes, dans l'ordre des numéros croissants (« g » indique que la rue se situe à gauche, « d » à droite) :
1. Place Saintes-Scarbes
2. Rue Montoulieu-Saint-Jacques (g)
3. Place Montoulieu (d)

## Odonymie
Au Moyen Âge, dès le milieu du XIVe siècle, la rue portait le nom de Guilhem Unaud (ou Unaut) (carraria Unaud en latin médiéval, 1360). Ce personnage, propriétaire d'une maison dans la rue, était peut-être Guilhem Unaut, seigneur de Lanta, chevalier proche de l'entourage des comtes de Toulouse Raimond VI et Raimond VII, et défenseur de la ville durant le siège de Toulouse en 1219, lors de la guerre des Albigeois. Il mourut en 1235, brûlé pour hérésie.
À partir du XVe siècle, le nom évolua et devint Ninaut – les variantes orthographiques donnent également Nynaut, Ninault ou encore Ninauld. Selon Pierre Salies, c'est le « m » final de Guilhem qui aurait pris la valeur de « n », tandis que le « u » aurait évolué en « i ». C'est au XVIIIe siècle qu'apparut la forme actuelle, Ninau. Elle changea de nom pendant la période révolutionnaire, en 1794, lorsqu'elle fut connue comme la rue Sans-Culottide, en hommage aux sans-culottes,.

## Histoire

### Moyen Âge et période moderne

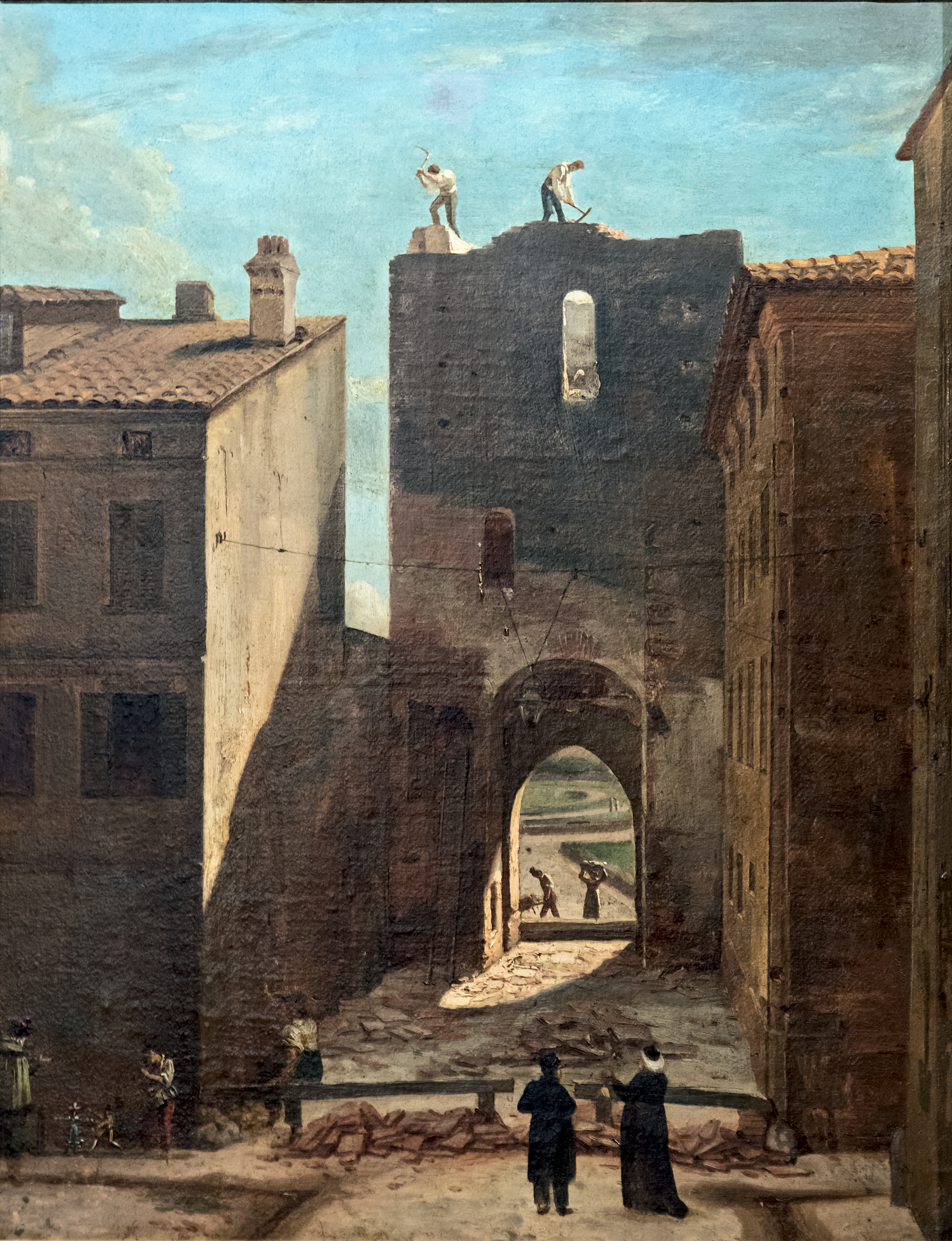
Démolition de la porte Montoulieu, par Félix Saurine (1826, musée des Augustins).

Au Moyen Âge, la rue Ninau appartient au capitoulat de Saint-Étienne. Déjà connue en 1360 comme la carraria Guilhermi Unaud, il est probable qu'elle porte depuis le début du XIIIe siècle le nom d'un de ses propriétaires, Guilhem Unaut ou Unaud. Ce dernier avait été un chevalier toulousain proche des comtes de Toulouse Raimond VI et Raimond VII, à leurs côtés durant la guerre des Albigeois. Il fut d'ailleurs l'un des défenseurs les plus remarquables de la ville durant le siège mené par les croisés de Simon de Montfort en 1219. La rue se trouve face à l'une des entrées de la ville, la porte Montoulieu, et à la place du même nom – c'est pour cette raison qu'elle a porté parfois le nom de rue Montoulieu. La population de la rue est alors principalement composée d'artisans. On trouve également des auberges, qui accueillent les voyageurs qui entrent dans la ville : la présence de l'auberge de l'Écu de Bretagne, au XVe siècle, témoigne de cette activité.
À partir de la fin du XVe siècle, la population de la rue change progressivement, tandis que le quartier de la rue Ninau est progressivement intégré au quartier parlementaire de la ville. Seul subsiste, au milieu du XVIe siècle, le boulanger du four des Saintes-Carbes (emplacement de l'actuel no 2). On ne trouve alors plus que des parlementaires, des avocats et des capitouls, membres de l'élite aristocratique de la ville. Parmi les personnages les plus prestigieux se détache la figure de Jean de Borderia, docteur et avocat à la cour, maître des requêtes de la Reine, juge de Comminges et enfin pas moins de cinq fois capitoul, en 1540-1541, 1552-1553, 1561-1562, 1564-1565 et 1570-1571 (emplacement de l'actuel no 12-14). Les aristocrates toulousains font élever des hôtels particuliers qui manifestent leur richesse et leur puissance. L'hôtel d'Ulmo (actuel no 15), construit entre 1526 et 1536 par Jean d'Ulmo, avocat général au Parlement de Toulouse en 1526, puis président à mortier en 1529, témoigne de ces premiers hôtels du XVIe siècle.
Au cours du XVIIe siècle et du XVIIIe siècle, les membres de la noblesse se font plus nombreux : parlementaires et gens de loi occupent tous les immeubles de la rue. Parmi les personnages remarquables se détachent les figures du premier président au Parlement Gaspard de Fieubet, qui habite l'hôtel d'Ulmo et de François Pagès, baron de Vitrac, seigneur de Maurens et Moncaussan, maître de la Comédie en Languedoc et écuyer de la grande écurie du roi, directeur de l'académie équestre du Languedoc, qui habite un immeuble de la rue (emplacement de l'actuel no 12),. Un autre personnage est le procureur Montilhet, un des derniers « Roi de la Basoche », qui meurt en 1762,. La rue est remodelée au cours des siècles et des transformations ou des nouvelles constructions : presque tous les immeubles sont reconstruits au XVIIIe siècle. Les constructions de ce siècle sont particulièrement remarquables pour leurs balcons en fer forgé (actuels no 3, 5, 6, 9, 11, 13, 14, 16, 17 et 18). L'hôtel Castanier d'Auriac (actuel no 19), construit probablement entre 1727 et 1755 pour les frères François II et Guillaume V Castanier d'Auriac (1702-1765), est d'un style classique très sobre : François II (1701-1729), président à mortier au parlement, et son frère Guillaume (1702-1765), conseiller au parlement, puis maître des requêtes, sont les fils de Guillaume IV (1670-1725), riche marchand drapier de Carcassonne, fondateur de la manufacture de draps de la Trivalle, et les neveux de François Ier (1674-1759), homme d'affaires et banquier, directeur de la Compagnie d'Occident et des Indes, « le plus riche coquin de France ». L'hôtel de Paulo (actuel no 12), élevé vers 1770 pour Marc Antoine de Paulo, est un des beaux hôtels particuliers du style néo-classique Louis XVI.

### Époque contemporaine
Au XIXe siècle, une fois passée la tourmente révolutionnaire, la rue conserve son caractère aristocratique. Certains immeubles et hôtels sont dotées de nouvelles façades, à l'alignement, dans certains cas particulièrement originales (actuel no 7). Dans tous les cas, le quartier ne souffre pas de destructions ou de reconstructions majeures. La rue Ninau conserve en grande partie le caractère qu'elle a depuis le XVIIIe siècle.

## Patrimoine et lieux d'intérêt

### Hôtels particuliers
- no  12 : hôtel de Paulo. 
En 1768, Marc Antoine de Paulo achète deux parcelles entre la rue Ninau et la rue Neuve. La construction de l'hôtel particulier s'achève probablement deux ans plus tard, en 1770, sous la direction de l'architecte et charpentier Jean Pierre Raymond. 
L'hôtel est construit entre cour et jardin. Il présente sur la rue Ninau un portail monumental de style néo-classique Louis XVI, percé dans le mur de clôture, sur lequel viennent s'appuyer deux pavillons d'entrée. Le portail est encadré d'un chambranle en relief, surmonté d'une clé ornée d'une feuille d'acanthe et d'une tresse de feuilles de laurier. Deux pilastres à bossages supportent un entablement orné de sept consoles à triglyphes. Le corps de logis principal et les deux ailes en retour s'organisent autour de la cour d'honneur. Les élévations sur la cour se développent sur un étage et comptent six travées pour les ailes, cinq pour le corps principal. La porte d'entrée se situe dans l'aile droite, qui abrite un escalier en pierre desservant les étages. Il est remarquable pour son garde-corps en fer forgé, avec des motifs de courbes dans les panneaux et de flots dans les encadrements. L'élévation sur jardin possède dix travées, avec un avant-corps central de trois travées[13].

- no  15 : hôtel d'Ulmo.  Inscrit MH (1996, rampe d'escalier en fer forgé)[14]. 

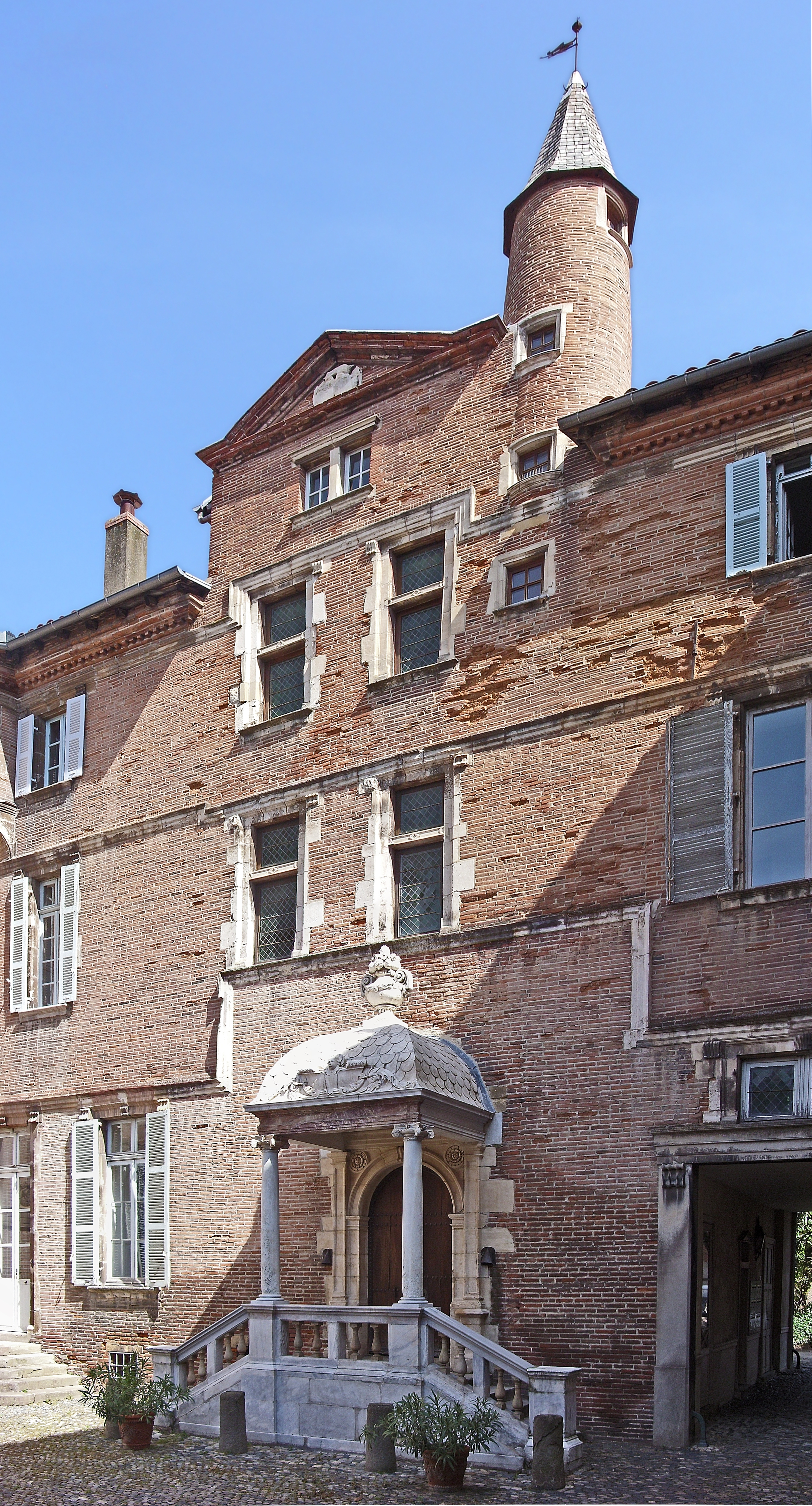
no 15 : façade sur cour de l'hôtel d'Ulmo.

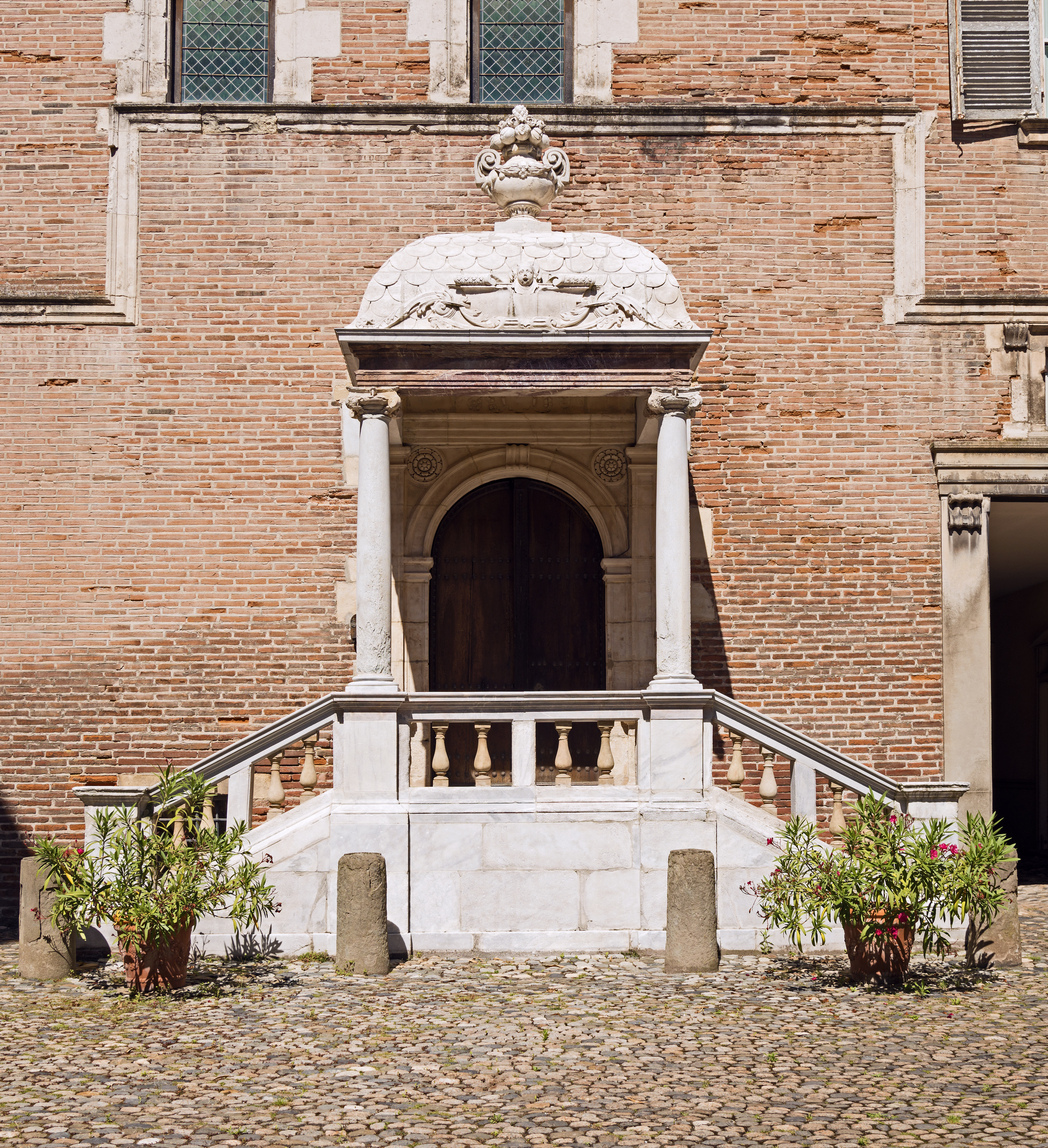
no 15 : baldaquin de marbre de l'entrée.

L'hôtel particulier que fait construire Jean d'Ulmo est un des édifices les plus remarquables de la Renaissance toulousaine où, malgré la persistance d'éléments gothiques, le décor et l'organisation des pièces, autour d'un escalier central, affirment la pénétration de la modernité à Toulouse. Jean d'Ulmo, avocat général, puis président au parlement, bâtit sa fortune par des manigances et des malversations qui le font condamner pour corruption en 1536[15]. L'hôtel est donc construit durant sa courte carrière de parlementaire, entre 1526 et 1536. Il achète pour cela plusieurs maisons entre la rue Ninau (actuels no 15 et 17) et la rue Saint-Jacques (actuel no 20) qui lui permettent d'élever une vaste demeure, qui s'organise entre cour et jardin[16]. L'hôtel passe par la suite entre les mains de divers propriétaires. En 1633, il appartient à Guillaume de Fieubet, puis, au milieu du XVIIe siècle, à son fils, Gaspard de Fieubet, premier président au parlement, et en 1687, par mariage, à la famille de Lombrail[9]. En 1739, il entre par héritage dans la famille de Rességuier[17]. 
La cour, presque carrée, est délimitée par trois corps de bâtiments au nord, à l'est et au sud, et fermée du côté de la rue Ninau par un large mur de clôture. Il est percé d'un portail, reconstruit au XVIIe siècle, de style classique, en pierre et brique alternées. Il est également surmonté d'un chemin de ronde, protégé par des garde-corps en fer forgé. Les élévations sur la cour sont rythmées par les larges cordons moulurés en pierre qui courent au niveau du sommet des fenêtres et forment des décrochements au niveau des travées centrales. Les fenêtres, qui ont pour certaines conservé leur traverse, ont des encadrements en pierre finement moulurés et de petites consoles qui supportent de fines corniches. Les élévations sont couronnées par une corniche à modillons. 
Le corps de bâtiment au nord est le premier construit. Les étages sont desservis par la tour d'escalier hexagonale, qui s'élève à l'angle du mur de clôture. Au rez-de-chaussée s'ouvre la porte, surmontée d'un linteau en pierre qui porte la devise latine de Jean d'Ulmo, "Durum patientia frango" (« Je brise ce qui est dur par ma persévérance »), et d'un médaillon en pierre représentant un homme casqué. L'escalier à vis, aux marches de pierre, a cependant été supprimé au XIXe siècle. Au 1er étage, une porte donne accès au chemin qui surmonte le mur de clôture. À l'angle est du corps de bâtiment, un perron de cinq marches mène à une porte, désormais bouchée, surmontée d'un médaillon en pierre. Au 2e étage, une tourelle sur trompe en pierre fait la jonction avec le corps de bâtiment à l'est. Les deux corps de bâtiment à l'est et au sud sont élevés durant une deuxième phase de construction. Le corps de logis principal à l'est se développe sur quatre travées. Il marque la modernité de la construction de Jean d'Ulmo, puisqu'il s'organise autour des deux travées centrales, où est placé un escalier à rampes qui dessert les étages, venant se substituer à la traditionnelle tour à vis. Les travées centrales sont également prolongées par un mur pignon, éclairé par une fenêtre double. Il est couronné d'un fronton triangulaire, qui porte les blasons en pierre de Jean d'Ulmo et de son épouse, Madeleine de Chavagnac, martelés à la Révolution, et flanqué d'une tourelle ronde, percée de petites fenêtres et coiffée d'une poivrière. Au rez-de-chaussée, l'entrée est mise en valeur par un imposant baldaquin en marbre, élevé au XVIIe siècle. Quatre colonnes de marbre vert à chapiteaux ioniques supportent un dôme de marbre blanc à quatre pans, couronné par un vase de fleurs. La porte donne accès à un escalier tournant à retours, agrémenté de pilastres et couvert par une voûte à croisées d'ogives. Le décor intérieur a été remis au goût du jour au XVIIIe siècle avec la mise en place de cheminées, de peintures murales et de parquets[18].

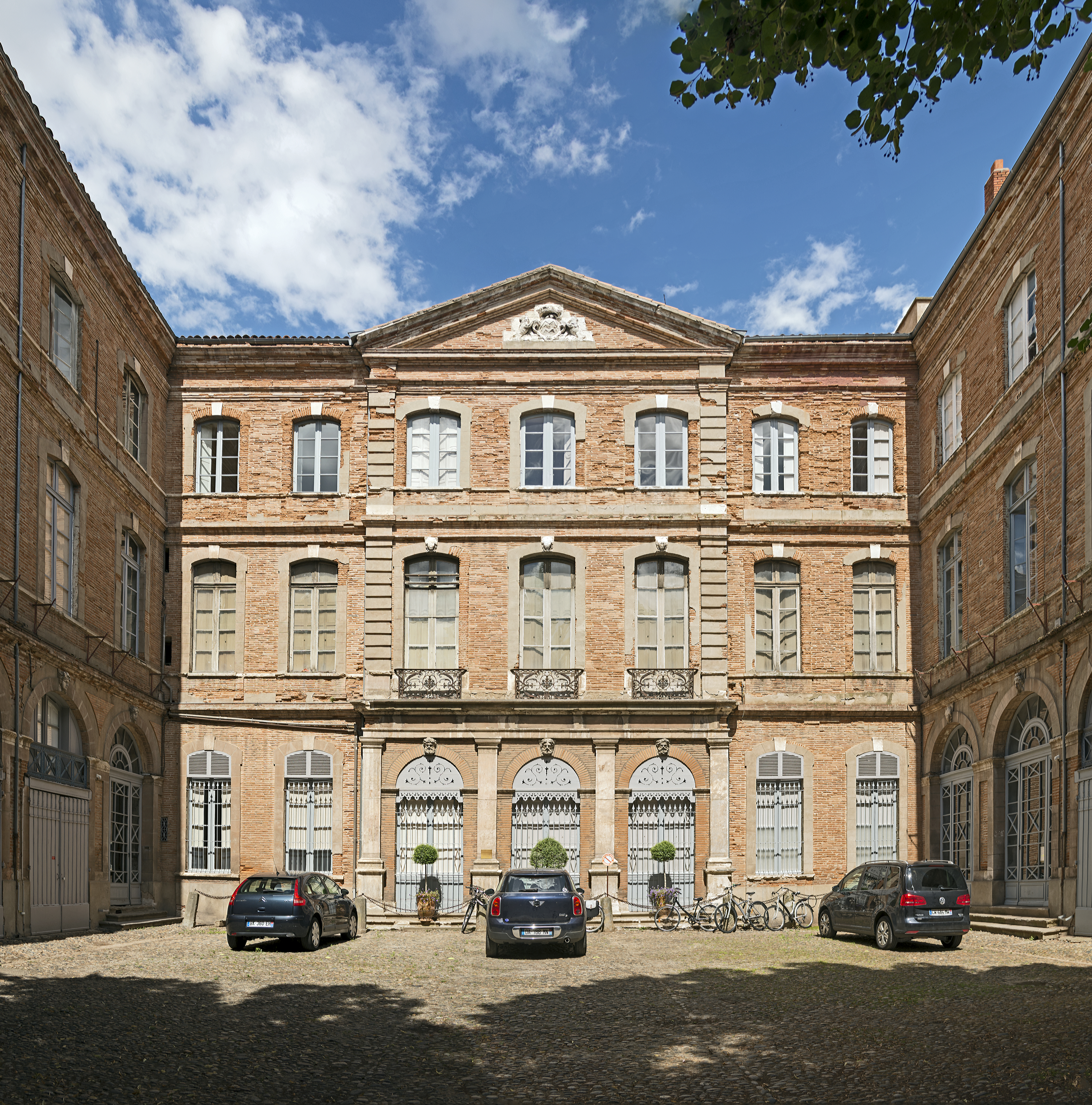
no 19 : cour intérieure de l'hôtel de Castagnier d'Auriac.

- no  19 : hôtel de Castagnier d'Auriac (ou de Lostanges).  Inscrit MH (2005, façades et toitures, cages et escaliers monumentaux)[19]. 
L'hôtel particulier est construit, probablement entre 1727 et 1755, pour les frères François II et Guillaume V Castanier d'Auriac, entre la rue Ninau, la rue Montoulieu et l'impasse Saint-Jacques. Il est vendu en 1854 par Louis de Lévis à Laffitte-Pelleport, qui le revend quatre ans plus tard au marquis de Lostanges-Béduer[20]. Dans la première moitié du XXe siècle, l'hôtel est habité par Léon Jammes[21]. 
L'édifice comporte trois corps de bâtiments en U autour d'une cour centrale, fermée du côté de la rue Ninau par un mur de clôture percé d'un portail. Les différents niveaux sont de hauteur décroissante et sont séparés par un cordon de brique. Au rez-de-chaussée, les portes-fenêtres sont en plein cintre et sont ornées de mascarons. Aux étages, les fenêtres sont segmentaires et dotées de garde-corps en fer forgé. Le corps de bâtiment en fond de cour se distingue par son élévation symétrique : les trois travées centrales forment un avant-corps en saillie, couronné d'un fronton triangulaire orné d'armoiries sculptées dans la pierre. 
Durant la première moitié du XIXe siècle, l'aménagement intérieur de l'hôtel est mis au goût du jour, avec un décor néo-classique remarquable : les plafonds et les cheminées sont moulurées et décorés de victoires aillées, de palmettes, de pilastres et de chapiteaux[22].

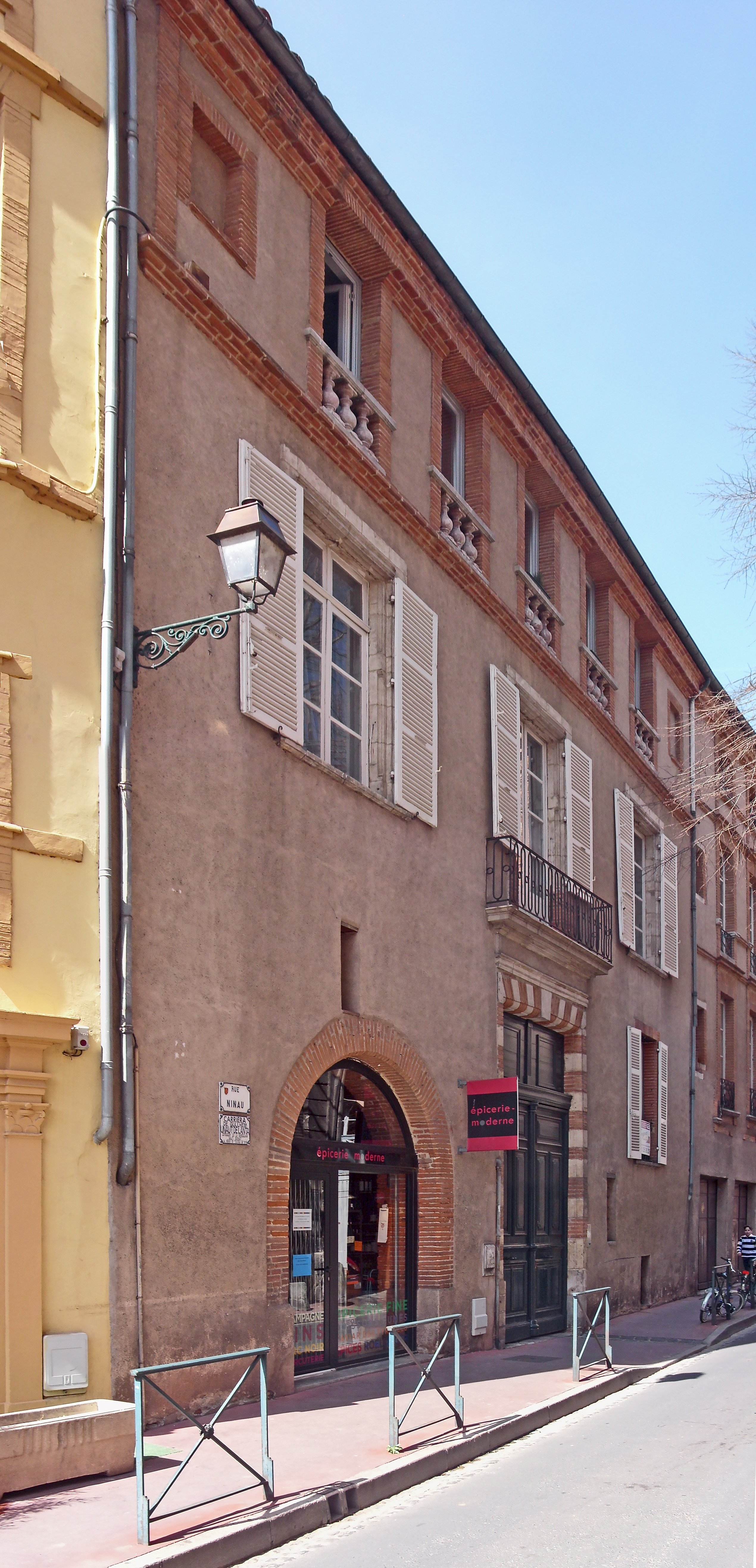
no 20 : façade de l'hôtel d'Hornus.

- no  20 : hôtel d'Hornus.  Inscrit MH (1993, façades et toitures sur rue et sur cour ; porche d'entrée et sa voûte ; cour dallée ; à l'intérieur, au rez-de-chaussée : pièces voûtées voisines du porche, salle avec cheminée et plafond de bois, grande salle basse voûtée)[23],[24].

### Immeubles
- no  3 : immeuble. 
L'immeuble, élevé au XVIIIe siècle, présente une façade néo-classique d'une grande simplicité. Il s'élève sur trois étages décroissants séparés par des cordons de brique. Les fenêtres segmentaires sont entourées d'un chambranle qui se prolonge jusqu'à l'étage inférieur. Elles sont, aux deux premiers étages, dotées de garde-corps en fer forgé. L'élévation est couronnée par une large corniche[25].

- no  5 : immeuble. 
En 1885, M. Lasserre, propriétaire du numéro précédent, fait élever dans le même style une nouvelle façade pour cet immeuble, qu'il vient d'acquérir. C'est l'architecte Frédéric Delor qui est chargé des travaux[26].

- no  6 : immeuble. 
L'immeuble, élevé au XVIIIe siècle, présente une façade néo-classique d'une grande simplicité. Il s'élève sur cinq niveaux : un sous-sol semi-enterré, un rez-de-chaussée surélevé et trois étages. Le rez-de-chaussée est mis en valeur par un appareil à bossages. La porte cochère en plein cintre est surmontée d'une corniche. Les deux fenêtres prennent appui sur celles du sous-sol. Les étages sont décroissants et séparés par des cordons de brique. Les fenêtres rectangulaires sont toutes couronnées par une corniche et, aux deux premiers étages, dotées de lambrequins en fonte. Celles du 1er étage sont ornées de garde-corps en fer forgé aux motifs géométriques. L'élévation est couronnée par une large corniche débordante et moulurée[27].

- no  7 : immeuble. 
Un premier immeuble est construit probablement au XVIIIe siècle, qui correspond au corps de bâtiment en fond de cour et à l'aile droite de l'édifice actuel. En 1885, M. Monteilh obtient la construction d'une nouvelle façade plaquée sur le corps de bâtiment de droite et l'élévation d'une nouvelle à gauche, reliée à celle de droite par une clôture. 
L'édifice de plan en U se développe autour d'une cour centrale fermée sur la rue par une clôture. La façade sur la rue Ninau est symétrique. Elle se compose de deux corps de bâtiments qui encadrent la clôture percée d'un portail. Les deux ailes sont similaires : larges de trois travées, elles s'élèvent sur cinq niveaux (un sous-sol semi-enterré, un rez-de-chaussée surélevé, trois étages et un étage de comble). Les fenêtres rectangulaires sont mises en valeur par un encadrement à ressauts. Au rez-de-chaussée, elles sont dotées de balconnets à balustres en pierre, et aux étages de balconnets à garde-corps en fonte. La clôture, mise en valeur par le décor de bossage et surmontée d'un garde-corps en fonte, au même niveau que les fenêtres du 1er étage, est percée d'un portail en plein cintre. Deux tourelles en surplomb sont accolées aux deux ailes[28].

- no  9 : immeuble. 
L'immeuble sur la rue Ninau est construit au cours du XVIIIe siècle, tandis que les aménagements sur la cour datent du siècle suivant. Il s'élève sur une parcelle longue et étroite, qui débouche rue Saint-Jacques (no 14). Le bâtiment principal, sur la rue Ninau, se développe sur trois travées et trois étages. Les étages sont décroissants et séparés par des cordons de brique. Les fenêtres sont segmentaires et ornées d'un garde-corps en fer forgé sur les deux premiers étages. L'élévation se termine par une large corniche moulurée[29].

- no  11 : immeuble. 
L'immeuble est élevé en 1756 sur les plans de l'ingénieur Geoffroy, à la demande de Jean-Joseph Boyer, notaire et capitoul. Les bâtiments, entre la rue Ninau et la rue Saint-Jacques (no 16), s'organisent autour d'une cour centrale. L'élévation sur rue se développe sur trois travées et était symétrique : ce n'est qu'en 1889 que les ouvertures du rez-de-chaussée ont été modifiées à la demande de M. Delperie. La clef de voûte de l'ancienne porte, centrale, est encore décorée d'une pointe-de-diamant. Les fenêtres du rez-de-chaussée sont en plein cintre et sont reliées par un cordon en pierre au niveau des assises. Les étages sont de hauteurs décroissantes et sont séparés par un cordon de brique. Les fenêtres des étages sont toutes segmentaires, mais seules celles du 1er étage sont dotées de balconnets moulurés et ornés de garde-corps en fer forgé, tandis que celles du 2e étage sont seulement dotées de garde-corps[30].

- no  13 : immeuble. 
L'immeuble est reconstruit dans la première moitié du XIXe siècle en respectant l'alignement des façades décidé à cette époque. La façade est représentative du style néo-classique en vogue durant cette période. L'élévation symétrique se développe sur sept travées et sur six niveaux (sous-sol, rez-de-chaussée, entresol et trois étages). Le rez-de-chaussée est mis en valeur par un appareil en bossage et les ouvertures sont soulignées par des moulures. La porte cochère en plein cintre conserve une imposante imposte en fonte. Aux étages, les fenêtres sont en plein cintre. Elles sont encadrées de pilastres, dont les chapiteaux doriques viennent s'inscrire dans le chambranle. Le 1er étage est souligné par un balcon filant qui repose sur une frise de palmes. Au 2e étage, les trois travées centrales sont réunies par un balcon soutenu par des consoles moulurées et doté d'une garde-corps en fonte, tandis que les fenêtres latérales sont simplement dotées de garde-corps. Le 3e étage est en retrait par rapport à l'aplomb de la façade et il est séparé de l'étage inférieur par une large corniche à modillons, qui soutient un garde-corps très simple[31].

- no  14 : immeuble (XVIIIe siècle).

- no  16 : immeuble. 
L'immeuble est construit au cours du XVIIIe siècle, à l'emplacement de deux immeubles plus anciens. Il possède trois travées et s'élève sur trois étages carrés. Les deux premiers étages sont de tailles dégressives et ouverts par des fenêtres segmentaires. Celles du 1er étage sont couronnées de corniches et ornées de garde-corps en fonte du XIXe siècle. Le dernier étage a été ajouté après des travaux en 1978[32].

- no  17 : immeuble. 
L'immeuble est construit au cours du XVIIe siècle : son élévation, très simple, est typique de l'architecture classique toulousaine. Large de trois travées, elle s'élève sur trois étages décroissants et est couronnée d'une corniche moulurée à denticules. Les fenêtres rectangulaires sont couronnées aux deux premiers étages d'une corniche. Des cordons de brique, qui courent au niveau de la corniche et de l'appui des fenêtres, séparent les étages. Au XVIIIe siècle, la façade est modifiée : au rez-de-chaussée, la porte est déplacée dans l'arcade de la porte cochère et s'orne d'une imposte en fer forgé, tandis que les fenêtres du 1er étage sont reprises, avec un nouvel encadrement segmentaire et des garde-corps également en fer forgé[33].

## Personnages célèbres
- Léon Jammes (1867-1937) : le « Professeur Jammes », professeur de zoologie appliquée et d'hydrobiologie à l'université de Toulouse, participe au développement de la pisciculture dans la région et crée un laboratoire de biologie de montagne au lac d'Oredon. Il meurt à son domicile, dans l'hôtel de Castagnier d'Auriac, le 24 janvier 1937[21].

- Jules de Rességuier (1788-1862) : militaire, magistrat, puis poète, il est né au no 15 dans l'hôtel d'Ulmo.

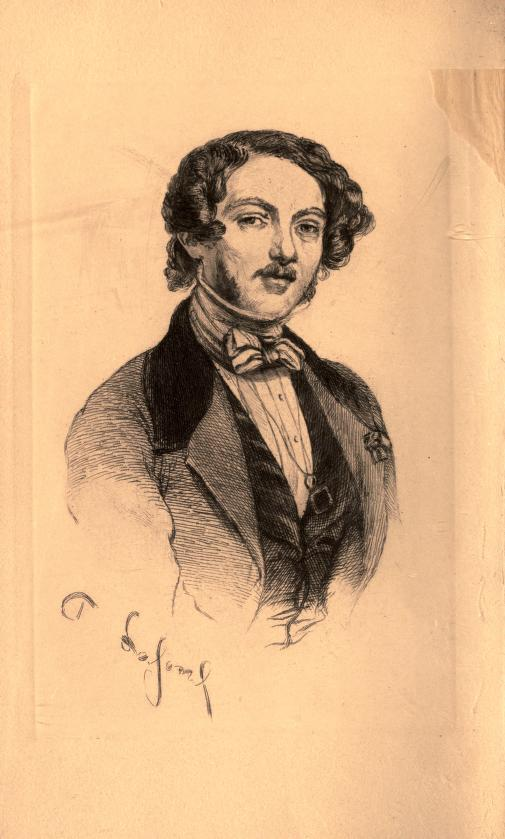
Portrait de Jules de Rességuier (1910)
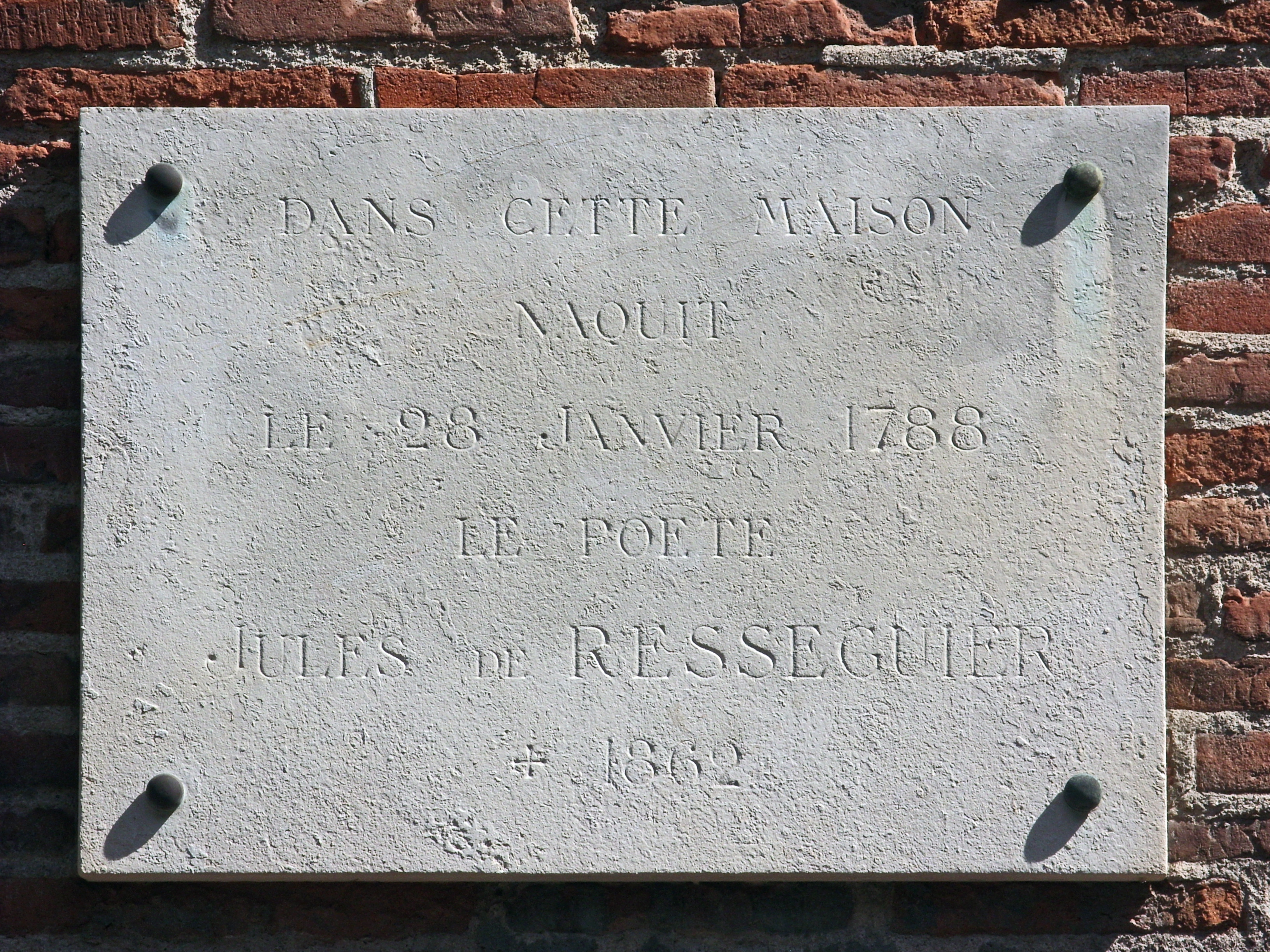
Plaque de l'hôtel d'Ulmo.

- Jean d'Ulmo (mort en 1549) : substitut du procureur, puis lieutenant au sénéchal, Jean d'Ulmo s'installa en 1526 dans la rue Ninau, année où il devint avocat général au parlement. Il fut finalement nommé quatrième président en 1529. Il fit bâtir un vaste hôtel particulier (actuel no 15) qu'il ne quitta qu'en 1537, après avoir été condamné pour concussion. Emprisonné au château de Saint-Malo, il fut pendu en 1549 après avoir falsifié les livres du gouverneur de cette place[34].